# Лунка (Мороєнь, Димбовіца)
Лунка (рум. Lunca) — село у повіті Димбовіца в Румунії. Входить до складу комуни Мороєнь.
Село розташоване на відстані 99 км на північний захід від Бухареста, 30 км на північ від Тирговіште, 52 км на південь від Брашова.

## Населення
За даними перепису населення 2002 року у селі проживали 1235 осіб, з них 1234 особи (99,9%) румунів. Усі жителі села рідною мовою назвали румунську.